# Kráľovský Chlmec
Kráľovský Chlmec (do 1948 Kráľovský Chlumec, węg. Királyhelmec) – miasto w południowo-wschodniej Słowacji, w powiecie Trebišov, w kraju koszyckim. Położone jest w historycznym rejonie Zemplin, w pobliżu granicy z Węgrami i Ukrainą.
Pierwsza wzmianka o miejscowości pochodzi z 1214 – pojawia się wówczas nazwa Helmelyz. Osada zaczęła się rozwijać wokół kamiennego kościoła – w połowie XV wieku otrzymała prawa miejskie. W XIV wieku przybyli tutaj osadnicy niemieccy, ale po najazdach tatarskich teren ten stopniowo był zajmowany przez ludność węgierską. Na początku XVI wieku starosta Péter Perényi przebudował kilkusetletni zamek Csonkavár, którego ruiny można oglądać do dziś. W XVII wieku, podobnie jak cały Zemplín, przejściowo zostało przyłączone do Siedmiogrodu. W tym też okresie Zsuzsanna Lórantffy, wdowa po Jerzym Rakoczym, wybudowała w mieście pałac, w którym teraz znajduje się szkoła.
Największy rozwój miasta miał miejsce w II połowie XIX wieku, kiedy Kráľovský Chlmec stał się centrum najbliższej okolicy – wtedy też powstała większość zabytkowych budynków w stylu eklektycznym, a później secesyjnym. Wybudowano również szpital. Na początku XX wieku było to miasto całkowicie węgierskie – według spisu powszechnego w 1910 na 2725 mieszkańców 2719 było Węgrami.
Po I wojnie światowej w wyniku ustaleń traktatu w Trianon miejscowość znalazła się w granicach Czechosłowacji. Na krótko, w latach 1938–1945 powróciła do Węgier, aby po II wojnie światowej ponownie znaleźć się w Czechosłowacji.
Do dziś Kráľovský Chlmec zachował charakter miasteczka węgierskiego – spis w 2001 roku wykazał, że 76,94% mieszkańców to Węgrzy, 18,86% Słowacy, a 3,26% Romowie. W ostatnim spisie w 2011 roku 73,66% zadeklarowało narodowość węgierską, 19,43% słowacką, 3,95% romską a 0,26% czeską.

## Zabytki
- ruiny zamku Csonkavár (Čonkovar)
- synagoga z 1840
- kościół ewangelicki (tzw. tolerancyjny) z 1787 (w 1900 przebudowany w stylu neogotyckim)
- kościoły katolickie, pierwotnie gotyckie, obecnie barokowe

## Miasta partnerskie
- Ferencváros, Węgry
- Felsőzsolca, Węgry
- Kisvárda, Węgry
- Kanjiža, Serbia
- Rakovník, Czechy
- Sfântu Gheorghe, Rumunia